# 通行禁止道路通行許可証
通行禁止道路通行許可証（つうこうきんしどうろつうこうきょかしょう）とは、道路交通法第8条に定める通行禁止場所を通行することを特別に許可した場合に同条3に基づき、その禁止場所を管轄する警察署長が交付する許可証。

## 概要
通常、道路交通法第8条による通行の禁止（通行止め、歩行者専用道路、自転車歩行者専用道路など）は一律に対象車両について適用されるが、沿道に車庫があるなど事情によっては一律の禁止が不適当であるため、対象、日時などを限定して通行を許可する制度である。
自動車運転死傷行為処罰法（平成25年11月27日法律第86号）の施行により、自動車・原動機付自転車を運転し、自転車歩行者専用道路等の規制に故意に違反して交通事故を起こし人を死傷させた者は、危険運転致死傷罪（通行禁止道路運転）として、最長で20年以下の懲役（加重により最長30年以下）に処され、また運転免許は基礎点数45 - 62点により免許取消・欠格期間5～8年の行政処分を受けることとなっており、沿道に車庫があるような場合は標識の見落としなど過失を主張するのにも難があり、通行禁止道路から自動車・オートバイ（原付含む）の車庫の出し入れをする住人は、許可を受けないか、または許可が失効している場合に人身事故を起こした場合、無保険運行や無車検運行と同様に遠慮なく法による厳罰を被ることとなるため、おざなりにせず許可を受けることが強く推奨される。
なお、歩行者専用道路、自転車歩行者専用道路のように自動車・原動機付自転車の通行が一律に禁止されている道路においては、歩行者は、道路交通法第13条の2の規定により第10条の歩道など通行義務が適用除外され、道路の中央を歩行者が通行することが許される。そのような場合において、軽車両が禁止対象から除外されている場合や、本項目のように自動車等が通行禁止道路通行許可証を受けて通行する場合にも、歩行者に対する優先を主張できない。特に歩行者に注意して常に徐行し、歩行者の横断や通行の妨害となるときは軽車両、自動車等が停止しなければならない。

## 通行許可証

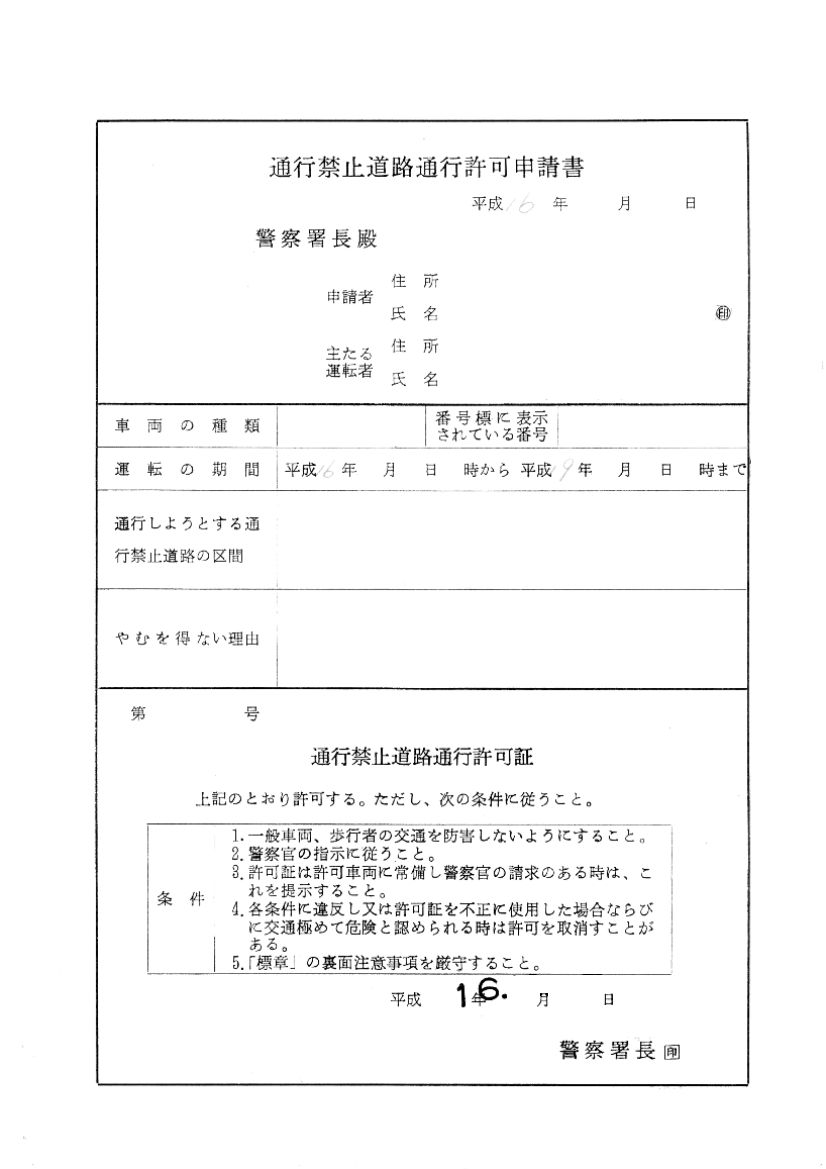
通行禁止道路通行許可証
許可申請書と一体になっている

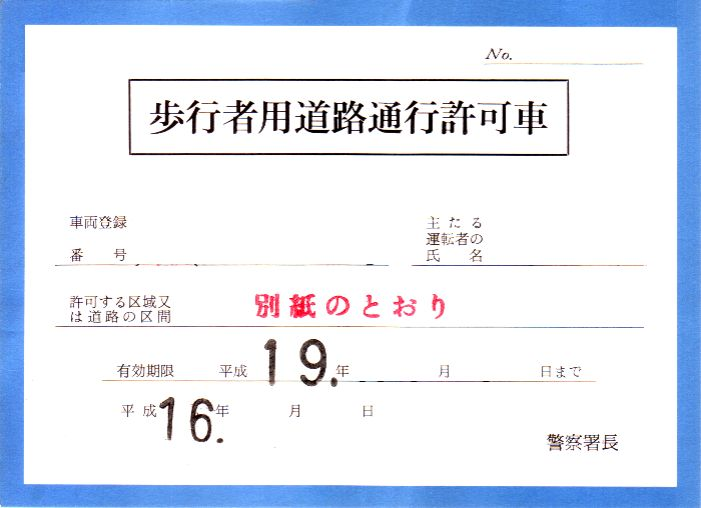
標章

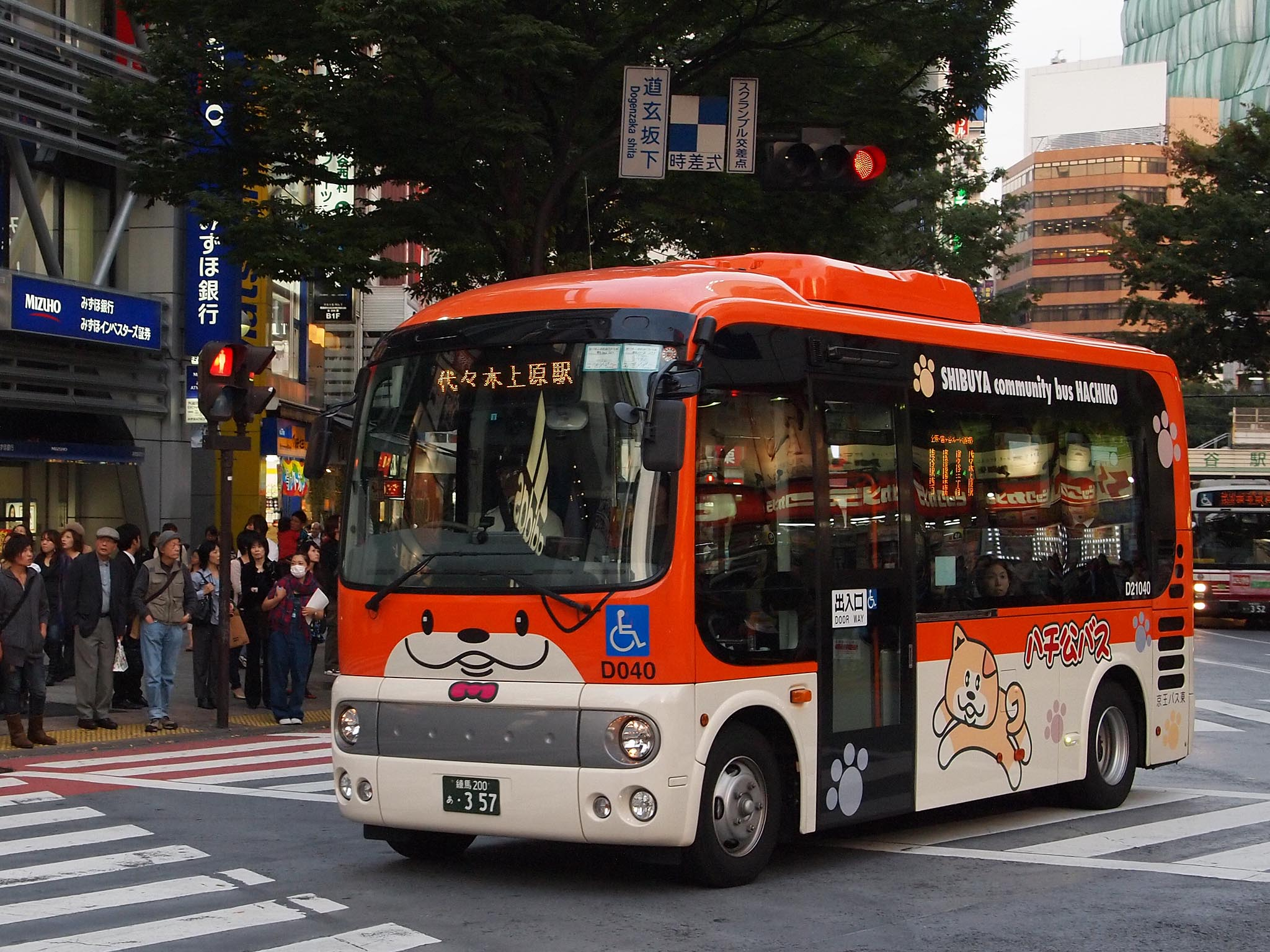
前面の行き先表示の脇に通行禁止道路通行許可標章を掲出した路線バス（京王バス東「ハチ公バス」）

「通行禁止道路通行許可証」と、通行禁止道路通行許可車と書かれた「標章」の2点セットで交付され、前者は許可された通行禁止場所を通行する時には車両に備え付け、後者は許可された通行禁止区間を通行するときに車両の前面から見やすい場所に掲出する。なお、許可を受けた通行禁止道路が歩行者専用道路の場合、標章は「歩行者用道路通行許可車」という文字になる。
許可される区間は合理的な必要最小限の区間となるので、必ずしも最短距離である必要はない。期間も必要最小限の期間での交付となるが、自宅車庫前が通行禁止道路である等恒常的に許可を必要とする場合は最大3年間を限度としている。もちろん3年後にもやむを得ない理由が継続していれば再申請し、再度許可を受けることが可能である。
許可証及び標章には、「主たる運転者」が記載されるが、それ以外の運転者が運転する場合であっても、申請書に記載した「やむを得ない理由」に該当する場合は効力を有する。但し、他の車両に対しては一切使用できない。
カーシェアリングサービスでは、ステーション（車両貸出地点）が通行禁止道路に面している場合、許可証が車内に備え付けられる等の対応が行われている。

## 関係法令
- 道路交通法
  - （通行の禁止等） 
    - 第八条 　歩行者又は車両等は、道路標識等によりその通行を禁止されている道路又はその部分を通行してはならない。 
      - 2 　車両は、警察署長が政令で定めるやむを得ない理由があると認めて許可をしたときは、前項の規定にかかわらず、道路標識等によりその通行を禁止されている道路又はその部分を通行することができる。
      - 3 　警察署長は、前項の許可をしたときは、許可証を交付しなければならない。
      - 4 　前項の規定により許可証の交付を受けた車両の運転者は、当該許可に係る通行中、当該許可証を携帯していなければならない。
      - 5 　第二項の許可を与える場合において、必要があると認めるときは、警察署長は、当該許可に条件を付することができる。
      - 6 　第三項の許可証の様式その他第二項の許可について必要な事項は、内閣府令で定める。

  - （歩行者用道路を通行する車両の義務）
    - 第九条 　車両は、歩行者の通行の安全と円滑を図るため車両の通行が禁止されていることが道路標識等により表示されている道路（第十三条の二において「歩行者用道路」という。）を、前条第二項の許可を受け、又はその禁止の対象から除外されていることにより通行するときは、特に歩行者に注意して徐行しなければならない。
- 道路交通法施行令
  - （通行を禁止されている道路における通行の許可）
    - 第六条 　法第八条第二項 の政令で定めるやむを得ない理由は、次の各号に掲げるとおりとする。
      - 一 　車庫、空地その他の当該車両を通常保管するための場所に出入するため車両の通行を禁止されている道路又はその部分を通行しなければならないこと。
      - 二 　身体の障害のある者を車両の通行を禁止されている道路又はその部分を通行して輸送すべき相当の事情があること。
      - 三 　前二号に掲げるもののほか、貨物の集配その他の公安委員会が定める事情があるため車両の通行を禁止されている道路又はその部分を通行しなければならないこと。